# Juan Carlos Menseguez
Juan Carlos Menseguez [xu̯an ˈkarlos menˈseːges] (* 18. Februar 1984 in Córdoba) ist ein argentinischer Fußballspieler.

## Werdegang
Menseguez spielte zwischen 2003 und 2007 für den VfL Wolfsburg in der Fußball-Bundesliga. Zuvor war er für River Plate aktiv. Neben Menseguez spielten noch seine Landsleute Facundo Quiroga und Jonathan Santana für den niedersächsischen Verein, bedingt durch die guten Kontakte des Hauptsponsors Volkswagen in Südamerika. 2007 wechselte er für 1,1 Millionen Euro zurück in seine Heimat zum amtierenden Meister Club Atlético San Lorenzo de Almagro.